# Corno di Rosazzo
Corno di Rosazzo é uma comuna italiana da região do Friuli-Venezia Giulia, província de Udine, com cerca de 3.306 habitantes. Estende-se por uma área de 12 km², tendo uma densidade populacional de 276 hab/km². Faz fronteira com Cividale del Friuli, Cormons (GO), Dolegna del Collio (GO), Manzano, Premariacco, Prepotto, San Giovanni al Natisone.

## Demografia
| Variação demográfica do município entre 1861 e 2011                               |
|                                                                                   |
| Fonte: Istituto Nazionale di Statistica (ISTAT) - Elaboração gráfica da Wikipedia |